# Три эпохи
«Три эпохи» (англ. Three Ages) — американская немая кинокомедия 1923 года с Бастером Китоном в главной роли.

## Сюжет
Фильм показывает отношения между мужчиной и женщиной в трёх эпохах — доисторической, Древнем Риме и современности. В этой последовательности персонажи, роли которых играют Бастер Китон и Уоллес Бири, ухаживают за одной и той же женщиной, роль которой играет Маргарет Лихи.

## В ролях
- Бастер Китон — парень
- Маргарет Лихи — девушка
- Уоллес Бири — злодей
- Джо Робертс — отец девушки
- Лиллиен Лоуренс — мать девушки
- Кьюпи Морган — Император / пещерный человек
- Джордж Дэвис — охранник, сбитый с ног
- Луиз Эммонс — старая гадалка
- Бланш Пейсон — амазонка